# Ла-Бас-Вевр
Ла-Бас-Вевр (фр. La Basse-Vaivre) — коммуна во Франции, находится в регионе Франш-Конте. Департамент — Верхняя Сона. Входит в состав кантона Жюсе. Округ коммуны — Везуль.
Код INSEE коммуны — 70051.

## География
Коммуна расположена приблизительно в 300 км к востоку от Парижа, в 80 км севернее Безансона, в 38 км к северу от Везуля.
Вдоль северной и восточной границ коммуны протекает река Коне.

## Население
| Год  | Численность | Численность |
| ---- | ----------- | ----------- |
| 2013 | 45          |             |
| 2015 | 41          | [ 7 ]       |
| 2016 | 39          | [ 8 ]       |
| 2017 | 37          | [ 9 ]       |
| 2018 | 36          | [ 10 ]      |
| 2019 | 34          | [ 11 ]      |
| 2020 | 33          | [ 12 ]      |
| 2021 | 38          | [ 13 ]      |
| 2022 | 44          | [ 4 ]       |

## Экономика
В 2010 году среди 26 человек трудоспособного возраста (15—64 лет) 20 были экономически активными, 6 — неактивными (показатель активности — 76,9 %, в 1999 году было 76,9 %). Из 20 активных жителей работали 16 человек (10 мужчин и 6 женщин), безработных было 4 (1 мужчина и 3 женщины). Среди 6 неактивных 0 человек были учениками или студентами, 3 — пенсионерами, 3 были неактивными по другим причинам.

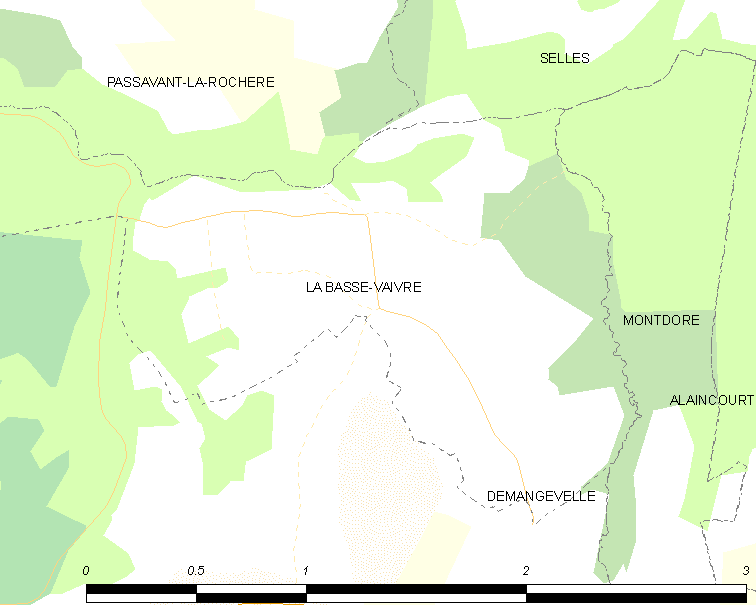
Карта коммуны